# Antonio Persona
Antonio Persona (Roma, 1475 – Roma, 16 luglio 1505) è stato un criminale e medico italiano, vissuto tra il XV e il XVI secolo.

## Biografia
Nato nel 1475, fu dottore in medicina residente ed operante a Roma, sua città natale. Membro di un importante casato romano, era legato certamente a personaggi di un certo spessore politico se fu chiamato a lavorare al servizio del cardinale di Salerno, Juan de Vera, come suo medico personale.
Il 1504 è l'anno dal quale si può datare l'inizio dei suoi crimini, tutti rivolti verso esponenti della propria famiglia. La prima vittima, infatti, è la figlia di un suo fratello defunto, la quale, dopo essere stata violentata, viene uccisa col veleno, ma non ci sono informazioni di ciò che ne fece del corpo. Successivamente, Antonio scelse come prossima vittima un'altra sua nipote, sorella della ragazza defunta: dopo averla stuprata, porrà fine alla sua vita strangolandola personalmente. Il dottore Persona, dopo averla chiusa in un sacco di lino, se ne sbarazza consegnandola ad alcuni becchini, con la speranza che, dato l'uso del sacco per contenere il corpo, la scambiassero per un'appestata e fossero scoraggiati dal controllarne il cadavere. Durante il trasporto al camposanto i becchini, però, aprirono il sacco e, visti i segni dello strangolamento, diffusero subito la notizia dell'omicidio.
L'arresto del dottore è immediato e durante l'interrogatorio egli confessa entrambi i crimini commessi; è sentenziato che il dottore trentenne sia condannato a morte, previa tortura della tenaglia, che prevedeva l'esportazione di lembi di carne con delle tenaglie ardente. 
Scamperà a quest'ultima pena grazie alla sua parentela con Camillo Benimbene, uno dei maggiori notai della Roma del XV secolo, oltre che uomo di fiducia di papa Alessandro VI. Con l'intervento del Benimbene, gli fu risparmiata quest'umiliazione dolorosa.
Nonostante ciò, la condanna all'estremo supplizio rimane confermata e il 16 luglio 1505, prima di pranzo, Antonio Persona viene decapitato in Campidoglio.